# 有爪动物门
有爪动物门是動物界蜕皮动物总门（Ecdysozoa）中的一门，其下物種俗称櫛蠶或天鹅绒虫（velvet worms），种类很少，包括少数化石种类在内，共约200种。
有爪动物极有可能和节肢动物（Arthropoda）及缓步动物（Tardigrada）是近亲，牠们共同构成泛節肢動物（Panarthropoda）。牠们的祖先可能是寒武纪叶足动物，部分学者推测其是怪诞虫科的后代。

## 歷史
在现代动物学中，牠们奇特的繁殖方式引起了很多科学家的兴趣。1825年，Lansdown Guilding以科学的方式描述了该门的第一个属的动物，他当时认为这种动物是腹足纲（Gastropoda）动物，如蜗牛的变种。这种理论的根据是两者皆蠕虫样，有简单脑部、眼部结构，有体节，成对的排泄器官。但这些并不为最新的分类法所接受。後來「有爪蟲綱」被獨立成為「有爪動物門」。「有爪动物」（Onychophora）一词出现于1853年。

## 分布
全部产于热带和南亚热带，在非洲中南部、马来半岛、美洲中南部均有分布，在中国的云南、广西、广东和海南也存在，主要分布在在南半球和赤道附近。

## 习性
有爪动物陆栖、夜行、肉食性，靠捕食昆虫等小动物生活。体内有腺体，会喷出一些粘稠的液体粘住猎物后再进食。

## 特征
体呈蠕虫形，身体表面只有环纹而分节不明显，但是躯干部外胚层与中胚层组织存在明显的同律分节，且附肢和体内的后肾是按体节排列的。气管呼吸，雌雄异体，体内受精，多为胎生，直接发育。形态介于环节动物和节肢动物之间，兼具这两门动物的特征。

## 分類
有爪動物門 Onychophora的下级分类如下：
有爪綱 Udeonychophora
- 真有爪目 Euonychophora 
  - 櫛蠶科 Peripatidae
  - 南櫛蠶科 Peripatopsidae
- †主有爪目 Ontonychophora 
  - †科 Helenodoridae
    - †Helenodora Thompson & Jones, 1980

  - †总科 Tertiapatoidea
    - †科 Tertiapatidae
    - †科 Succinipatopsidae

†?异虫纲 Xenusia
- †始有爪目 Archonychophora 
  - †啰哩山虫科 Luolishaniidae
  - †贫腿虫科 Paucipodiidae
- †原有爪目 Protonychophora 
  - †埃谢栉蚕科 Aysheaiidae
  - †异虫科 Xenusiidae
- †坚有爪目 Scleronychophora 
  - †始小贝科 Eoconchariidae
  - †怪诞虫科 Hallucigeniidae
  - †心网虫科 Cardiodictyidae
- †等有爪目 Paronychophora 
  - †爪网虫科 Onychodictyidae

## 其他书籍
《普通动物学》
- 動物分類學研究法 （页面存档备份，存于）